# Chaim Aron Kaplan
Chaim Aron Kaplan (geboren 19. September 1880 in Horodyszcze, bei Baranawitschy, Russisches Kaiserreich; gestorben 1942 oder 1943 im Vernichtungslager Treblinka) war ein polnischer Pädagoge und Opfer des Holocaust.    

## Leben
Chaim Aron Kaplan besuchte die Jeschiwa in Mir und die Pädagogische Hochschule in Wilna. 1902 zog er nach Warschau und gründete dort 1905 eine private hebräische Grundschule. Er leitete diese Schule bis zur deutschen Eroberung Polens im Zweiten Weltkrieg 1939. Er verfasste hebräische Schulbücher und Kinderbücher und eine Grammatik, die er auch selbst veröffentlichte.
Kaplan besuchte 1921 die USA und reiste 1936 nach Palästina. Seine zwei Kinder wanderten nach Palästina aus. 
Kaplan wurde von den deutschen Besatzern im Warschauer Ghetto inhaftiert. Er führte ein Tagebuch, das er vor seiner Deportation verstecken konnte. Im August 1942 wurden er und seine Frau in das Vernichtungslager Treblinka deportiert und dort noch 1942 oder 1943 ermordet.
Ein polnischer Auswanderer brachte einen Teil der Tagebücher 1962 in die USA, wo dieser von der Universität New York erworben wurde. 1965 publizierte Abraham Katsh (1908–1998) eine Teilausgabe, 1972 eine vollständige Ausgabe, jeweils in englischer Übersetzung.

## Schriften (Auswahl)
- Hebräische Grammatik. 1924
- Ilustrowana Hagada na Pesach. Übersetzung aus dem Hebräischen ins Polnische. Warschau : Limud, 1928
- Pezurai. Essays. 1937 (he)
- Megilat yisurin. 1947, 1966 (he)
  - Buch der Agonie : Das Warschauer Tagebuch des Chaim A. Kaplan. Hrsg. von Abraham I. Katsh. Übersetzung aus dem Amerikanischen Harry Maòr.  Frankfurt a. M. : Insel Verlag, 1967